# التهاب اللثة ذو الخلايا البلازمية
التهاب اللثة ذو الخلايا البلازمية (بالإنجليزية: Plasma cell gingivitis)‏‏ هو حالة نادرة، يظهر كحمامى عام (generalized erythema) باحمرار واستسقاء (تورم) للثة الملتصقة، أحياناً تكون مصحوبة بالتهاب الشفة (cheilitis) أو التهاب اللسان. يسمى بالتهاب اللثة ذو الخلايا البلازمية حين يتضمن اللثة، التهاب الشفة ذو الخلايا البلازمية، حين يتضمن الشفة، ويطلق عليه مصطلحات أخرى مثل التهاب الأغشية المخاطية الفموية الوجهية ذو الخلايا البلازمية (plasma cell orifacial mucositis)، أو التهاب الفم واللثة ذو الخلايا البلازمية ( plasma cell gingivostomatitis) حين تتأثر عدة مناطق بالفم. تظهر المنطقة المصابة على الشفة كلويحة حمراء لامعة ذات حدود واضحة.

## التصنيف
يتم التصنيف حسب مكان الإصابة، يمكن اعتبارها نوع من التهاب اللثة (أو تضخم اللثة)، أو نوع من التهاب الشفاه، أو التهاب اللسان، أو التهاب الفم (stomatitis). في بعض الأحيان الشفاه واللثة واللسان يصابون معاً، والبعض وصف هذه الإصابة الثلاثية بالمتلازمة (التهاب الفم واللثة ذو الخلايا البلازمية). يمكن أن يصاب أيضاً الغشاء المخاطي للأعضاء التناسلية بطريقة مماثلة، فتسمى هذه الحالة بالتهاب الحشفة ذو الخلايا البلازمية (plasma cell balanitis) أو التهاب الفرج ذو الخلايا البلازمية (plasma cell vulvitis).
هناك مترادفات أخرى لهذه الحالة لم يتم ذكرها. وتتضمن التهاب اللثة غير النمطي، التهاب اللثة الحساسي، كثرة البلازماويات في اللثة (plasmacytosis of the gingiva)، التهاب الفم واللثة ذاتي المنشأ، والتهاب الفم واللثة غير النمطي. بعض هذه المصطلحات تاريخية إلى حد كبير.
تم تقسيمها إلى ثلاث فئات فرعية حسب السبب وهي الحساسية، ورم، أو لسبب مجهول.

## العلامات والأعراض

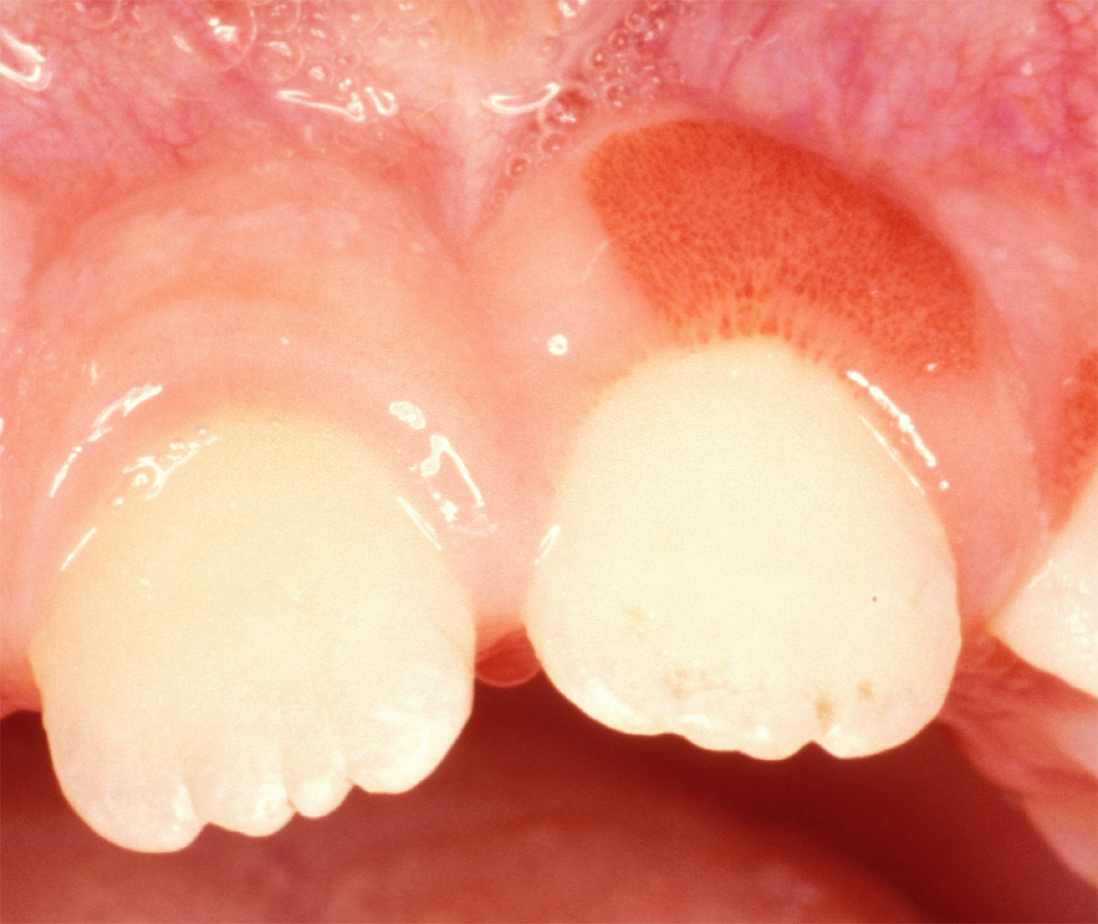
التهاب اللثة ذو الخلايا البلازمية في طفل في السابعة. مميزة هيستولوجياً.

يظهر التهاب اللثة ذو الخلايا البلازمية كتضخم بسيط في اللثة الملتصقة وقد يمتد من اللثة الحفافية إلى اللثة الملتصقة. وقد تمتزج بالتهاب اللثة الناجم عن اللويحة، أو قد لا تتضمن اللثة الحفافية. قد توجد كمنطقة حمراء منفردة ضمن اللثة الملتصقة (كما في الصورة). في بعض الحالات علاج التهاب اللثة أو التهاب دواعم السن الناجم عن اللويحة يعالج التهاب اللثة ذو الخلايا البلازمية الواقعة بضعة مليمترات من اللثة الحفافية المصابة بسبب اللويحة. في حالة وجود واحدة أو أكثر من الوحدات المصابة لا توجد أعراض يبلغ عنها المريض، ولذلك غالباً ما يتم اكتشافها من قبل طبيب الأسنان.
تكون اللثة حمراء هشة، مححببة، وفي بعض الأحيان تنزف بسهولة إذا أصيبت. ويفقد التبقع اللثوي الطبيعي. وعادة لا يوجد أي فقدان في روابط دواعم السن. في بعض الحالات قد تتكون قرحة فم وإذا حدث ذلك يزداد الألم بمعاجين الأسنان أو أي طعام حار أو ساخن. وقد تمتد الإصابة لتشمل الحنك.
التهاب الشفاة ذا الخلايا البلازمية يظهر كلويحة حمراء داكنة واضحة المعالم مغطاة بلمعة تشبه اللك. وغالباً ما يتضمن الشفة السفلى. الشفاه تظهر جافة ضامرة ومتشققة. وقد يتواجد أحياناً التهاب الشفة الزاوي.
حين تتضمن الحالة اللسان يوجد تضخم حمامي مع أخاديد، ويفقد اللسان الطبقة التي تغطيه.

## الأسباب
التهاب اللثة ذو الخلايا البلازمية والتهاب الشفاه ذو الخلايا البلازمية يعتقد بأنها رد فعل لفرط التحسس لبعض مولدات الضد. وتأتي مولدات الضد هذه من مصادر مثل معجون الأسنان، العلك، النعناع، الفلفل أو الطعام. خصوصاً نكهة القرفة. مع ذلك السبب الدقيق غير معروف.

## التشخيص
في التشريح النسيجي تظهر بشكل رئيسي خلايا البلازما. التشخيص التفريقي هو إبيضاض الدم الحاد والورم النخاعي المتعدد. وبالتالي، إجراء فحوصات الدم مطلوب لاستبعاد الحالات الأخرى. يتم أخذ خزعة، ويتم عمل فحص للحساسية. المظهر الهستوباثولوجي يتميز بخلايا بلازمية تحت الظهارة منتشرة ودخول الالتهاب إلى النسيج الضام. ويتسفنج النسيج الطلائي. البعض يعتبر أن شوكوم البلازما (plasmoacanthoma) (ورم الخلية البلازماوية المنفرد) هو جزء من نفس سلسلة المرض مثل التهاب الشفاه ذو الخلايا البلازمية.

## العلاج
تجنب التعرض لأي مولد ضد مسبب للمرض يؤدي إلى شفاء الحالة. وقد يستخدم التاكروليمس أو بروبيونات كلوبيتاسول للعلاج.

## علم الأوبئة
التهاب اللثة ذو الخلايا البلازمية نادر، والتهاب الشفاه ذو الخلايا البلازمية نادر جداً. معظم الأشخاص المصابين بالتهاب الشفاه ذو البلازمية هم من كبار السن.

## تاريخ المرض
أول مرة وصف فيها المرض في أواخر 1960م وبدايات 1970م. مجموعة من الحالات حدثت في تلك الفترة، ويعتقد بأنها حدثت نتيجة لحساسية تجاه مكون في العلك. بعد ذلك قلت عدد الحالات ولكنها مازالت تحدث أحياناً.